# Piana (cieśnina)

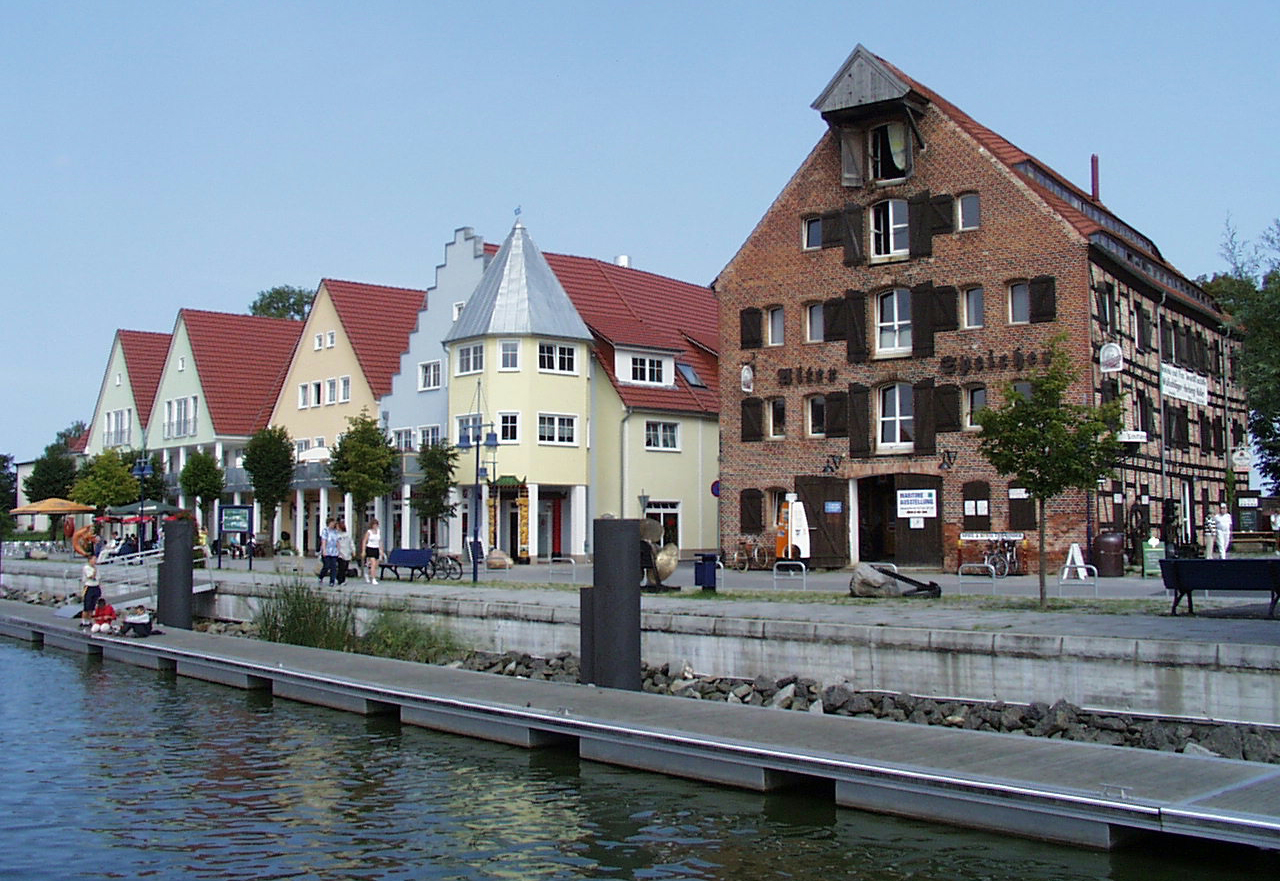
Zabytkowe kamienice w Wolgast nad Pianą

Piana (niem. Peenestrom) – cieśnina oddzielająca wyspę Uznam od stałego lądu, część systemu wodnego Zalewu Szczecińskiego; leżąca w Niemczech (Meklemburgia-Pomorze Przednie, powiat Vorpommern-Greifswald) najdłuższa (ok. 20 km) z trzech cieśnin (obok Świny i Dziwny) łączących Zalew Szczeciński z Bałtykiem. Nazwę swą zawdzięcza rzece Pianie (niem. Peene) uchodzącej do cieśniny. Wg niemieckiej hydronimii wschodnia część cieśniny pomiędzy zachodnim krańcem Zalewu a ujściem rzeki Piany nosi nazwę Der Strom, zaś Peenestrom odnosi się jedynie do zachodniej części cieśniny Piana – od ujścia rzeki Piany do ujścia cieśniny do Zatoki Greifswaldzkiej Morza Bałtyckiego. 
Przez Pianę ma miejsce odpływ wód z Zalewu Szczecińskiego do Morza Bałtyckiego. Po uwzględnieniu siły wiatru, zmian poziomu wód, wskaźników zasolenia wyliczono, że przez Pianę odpływa 17% wód zalewu, a większość przez pozostałe 2 cieśniny: Świnę i Dziwnę.
Wody cieśniny wraz z zatokami i lagunami, lewobrzeżną częścią lądu w powiecie Vorpommern-Greifswald i niemiecką częścią wyspy Uznam tworzą rezerwat przyrody – Park Krajobrazowy Wyspy Uznam (niem. Naturpark Insel Usedom).
Odnogą cieśniny jest zatoka Achterwasser.
Nad Peenestrom leżą miejscowości:
- Peenemünde
- Usedom
- Wolgast